# نظام اتصالات

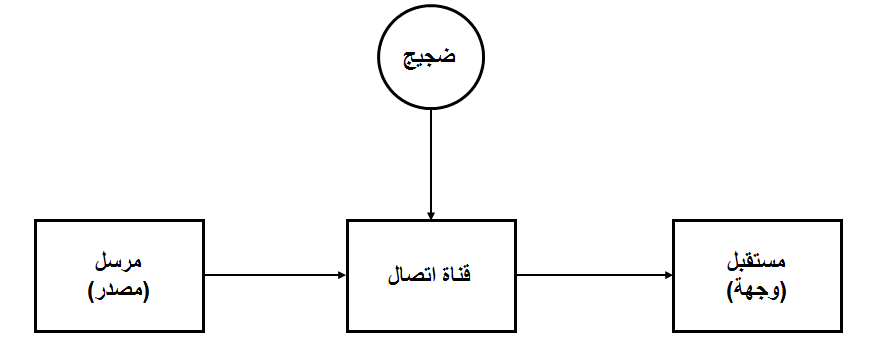
نموذج عام لنظام اتصالات.

في الاتصال عن بعد يُعرف نظام الاتصالات (بالإنجليزية: Communications System)‏ بأنه مجموعة من شبكات الاتصالات الفردية، وأنظمة الإرسال، ومحطات الترحيل، ومحطات الرافد (التابع)، ومعدات البيانات الطرفية التي تكون قادرة عادة على التوصيل البيني والتشغيل البيني لتشكيل كامل متكامل. وتخدم مكونات نظام الاتصالات غرضا مشتركا، كما أن مكوناتها متوافقة تقنيا، وتستخدم إجراءات مشتركة، وتستجيب للتحكم (الضبط)، وتعمل بشكل متحد.
ويُمثل نظام الاتصالات الفرعي وحدة وظيفية أو تجميع تشغيلي أصغر من التجميع الأكبر قيد النظر.

## الأنواع

### بحسب الوسط
نظام الاتصالات البصرية هو أي شكل من أشكال الاتصال عن بعد يستخدم الضوء كوسيلة للنقل. وتتكون تجهيزات هذا النظام من مرسل يحول (يشفر) البيانات إلى إشارة ضوئية (بصرية)، وقناة تحمل الإشارة إلى وجهتها، ومستقبل يستنسخ الرسالة من الإشارة البصرية المستلمة. تنقل نظم الاتصال عبر الألياف البصرية المعلومات من مكان إلى آخر عن طريق إرسال الضوء من خلال الألياف الضوئية. حيث يُشكل الضوء ناقل الإشارة الذي يتم تضمينها لنقل المعلومات.
ويتألف نظام الاتصالات الراديوية من عدة أنظمة فرعية للاتصالات، توفر قدرات اتصالات خارجية. ويتألف نظام الاتصالات الراديوية من موصل إرسال، حيث يتم إنتاج التذبذبات الكهربائية أو التيارات التي يتم ترتيبها لتنتشر من خلال وسط الفضاء الحر من نقطة إلى أخرى عن بعد، وموصل استقبال عند نقطة الاستقبال، حيث يحد استثارة لموصل الاستقبال بسبب الموجة القادمة من موصل الاستقبال.
وتعمل أنظمة الاتصال عبر الخطوط الكهربائية بتحويل إشارة الموجة المضمنة الحاملة على أسلاك الكهرباء. وتستخدم الأنواع المختلفة من الاتصال في الخطوط الكهربائية نطاقات تردد مختلفة، تبعا لخصائص إرسال الإشارة في أسلاك الكهرباء المستخدمة. وبما أن نظام أسلاك الكهرباء كان مقصودا في الأصل لنقل قدرة التيار المتردد، فإن لدوائر الأسلاك الكهربائية قدرة محدودة على حمل ترددات أعلى. وتمثل مشكلة الانتشار عاملا محددا لكل نوع من أنواع الاتصالات في الخطوط الكهربية.

### حسب التكنولوجيا
نظام الاتصالات المزدوجة هو نظام يتألف من طرفين أو جهازين متصلين ببعضهما، ويمكن التواصل بينهما في كلا الاتجاهين. يستخدم مصطلح «الازدواج» عند وصف الاتصال بين طرفين أو جهازين. وتستخدم الأنظمة المزدوجة في جميع شبكات الاتصالات تقريبا، إما لإتاحة «قناة تواصل ذات اتجاهين» من أجل الاتصال بين طرفين أو توفير «مسار عكسي» لرصد المعدات في الميدان وتعديلها عن بعد. ويُمثل الهوائي في الأساس موصل كويرت قصير الطول الذي يُستخدم ليشع (يُرسل) أو يستقبل الموجات الكهرومغناطيسية. وهو بمثابة جهاز تحويل، ففي نهاية الإرسال فإنه يحول التيار عالية التردد إلى موجات كهرومغناطيسية. وفي نهاية الاستقبال تتحول الموجات الكهرومغناطيسية إلى إشارات كهربائية يتم إدخالها إلى مدخل المستقبل. وتستخدم عدة أنواع من الهوائي في الاتصالات.

### حسب مجال التطبيق
نظام الاتصالات التكتيكية هو نظام اتصالات (1) يُستخدم في إطار القوات التكتيكية أو في الدعم المباشر لها (2) مصمم لتلبية متطلبات تغيير الحالات التكتيكية والظروف البيئية المتباينة، (3) يوفر اتصالات قابلة للتأمين، مثل الصوت، والبيانات، والفيديو، بين الأفراد المتنقلين لتسهيل القيادة والتحكم، (4) عادة ما يتطلب مرات تثبيت قصيرة للغاية، غضون ساعات، وذلك من أجل تلبية متطلبات النقل المتكررة.
نظام اتصالات الطوارئ هو أي نظام اتصال تم تصميمه لغرض أساسي وهو دعم الاتصال في اتجاهين لرسائل الطوارئ بين الأفراد والجماعات.
الموزع التلقائي للمكالمات هو نظام الاتصالات يقوم تلقائيا بترتيب وتعيين وتوصيل المتصلين بالمعالجين. ويستخدم هذا في كثير من الأحيان في خدمة العملاء (مثل الشكاوي المتعلقة بالمنتجات أو الخدمات)، أو الطلب عن طريق الهاتف (مثل مكتب التذاكر)، أو خدمات التنسيق (مثل مراقبة الحركة الجوية).

## المكونات الرئيسية
ويمكن تصنيف المصادر بأنها إلكترونية أو غير إلكترونية؛ وتُمثل المصادر أصل الرسالة أو إشارة الدخل. وتشمل أمثلة المصادر على سبيل المثال لا الحصر ما يلي:
- ملفات الصوت (MP3، مكف، MP4، الخ...)
- ملفات الصور الجرافيكية (جيف)
- رسائل البريد الإلكتروني
- صوت الإنسان
- صورة التلفزيون
- الإشعاع الكهرومغناطيسي

### محولات الإدخال (مجسات)
تلتقط أجهزة الاستشعار (مجسات)، مثل الميكروفونات والكاميرات، المصادر غير الكهربائية، مثل الصوت والضوء، وتقوم بتحويلها إلى إشارات كهربائية. وتسمى هذه الأنواع من أجهزة الاستشعار محولات الإدخال في أنظمة الاتصالات التناظرية والرقمية الحديثة. وبدون محولات المدخلات، لن تكون هناك وسيلة فعالة لنقل المصادر أو الإشارات غير الكهربية عبر مسافات بعيدة.
ومن الأمثلة الأخرى على محولات المدخلات ما يلي:
- الميكروفونات
- كاميرات
- لوحات المفاتيح
- الماوس (انظر ملحقات الكمبيوتر)
- مجسات القوة
- التسارع

### المرسل
بمجرد تحويل إشارة المصدر إلى إشارة كهربائية، يقوم المرسل بتعديل هذه الإشارة من أجل إرسالها بكفاءة. ولتحقيق ذلك، يجب أن تمر الإشارة عبر دارة إلكترونية تحتوي على المكونات التالية:
- فلتر الضوضاء
- محول التناظرية إلى الرقمية
- المشفر
- المضمن
- مكبر الإشارة

بعد تضخيم الإشارة تصبح الإشارة جاهزة للإرسال. في نهاية الدائرة يوجد الهوائي، وهو النقطة التي يتم منها إطلاق الإشارة في شكل موجات كهرومغناطيسية (أو إشعاع كهرومغناطيسي).

### قناة الاتصال
تُمثل قناة الاتصال الوسط الذي تُسافر فيه الإشارة. وهناك نوعان من الوسائط التي تنقل الإشارات الكهربائية، وسط موجهة و وسط غير موجهة. فالوسائط الموجهة هي أي وسط يمكن توجيهه من المرسل إلى المستقبل عن طريق توصيل الكبلات. ومثال على ذلك هو الاتصال عبر الألياف البصرية، حيث يكون الوسط هو الألياف البصرية (شبيهة بالزجاج). ويمكن أن تشمل الوسائط الموجهة الأخرى الكابلات المحورية والأسلاك الهاتفية والأزواج الملتوية وغيرها. أما الوسط غير الموجه فيُمثل قناة اتصال تخلق مساحة بين المرسل والمستقبل. فمثلا بالنسبة للإذاعة أو الاتصالات اللاسلكية، فإن الوسط هو الهواء، وهو الشيء الوحيد بين جهاز الإرسال والاستقبال، بينما في حالات أخرى، مثل السونار، يكون الوسط عادة هو الماء، لأن الموجات الصوتية تنتشر بكفاءة خلال وسائط سائلة معينة. ويعتبر كلا من الهواء والماء وسائط غير موجهة لأنه لا توجد كبلات توصيل بين المرسل والمستقبل. وتشمل قنوات الاتصال كل شيء تقريبا من فراغ الفضاء إلى قطع المعدن الصلبة.

### جهاز الاستقبال (المستقبل)
بمجرد أن تمر الإشارة عبر قناة الاتصالات، يجب أن يستقبلها المستقبل (جهاز الاستقبال) بشكل فعال. والهدف من المستقبل هو التقاط وإعادة بناء الإشارة، ويتم ذلك عن طريق تمرير الإشارة «المستقبَلة» من خلال دائرة أخرى تحتوي على المكونات التالية:
- فلتر الضوضاء
- محول الرقمية إلى تناظرية
- فك التشفير
- فك التضمين
- مكبر الإشارة

فعلى الأرجح أن الإشارة قد فقدت بعض طاقتها أثناء مرورها في قناة الاتصال (الوسط). ويمكن تكبير (تعزيز) الإشارة عن طريق تمريرها من خلال مكبر الإشارة. عندما تحول الإشارات التناظرية إلى إشارة رقمية.

### محول الخرج (الإنتاج)
يقوم محول الخرج ببساطة بتحويل الإشارة الكهربائية (التي تم إنشاؤها بواسطة محول الدخل) مرة أخرى إلى شكلها الأصلي. وتشمل أمثلة محولات الخرج ما يلي:
- مكبرات الصوت (الصوت)
- شاشات (انظر ملحقات الكمبيوتر)
- المحركات (الحركة)
- الإضاءة (البصرية)

### أخرى
بعض الأزواج الشائعة من محولات الدخل والخرج ما يلي:
- ميكروفونات ومكبرات صوت (إشارات صوتية)
- لوحات المفاتيح وشاشات الكمبيوتر
- الكاميرات وشاشات الكريستال السائل (شاشات الكريستال السائل)